# 京都市青少年科学センター
京都市青少年科学センター（きょうとしせいしょうねんかがくセンター）は、京都市伏見区深草にある科学館。ムシテックワールド・真岡市科学教育センター・出雲科学館と並び、理科教育に活用される科学館の日本における先進事例の1つとされる。特に、小中学生等に対する理科教育や、教員研修に用いられているが、広く公開されている。

## 概要
「児童・生徒に対し，理科教育を通じて科学的なものの見方，考え方，扱い方など科学の方法及びこれを活用する心構えを体得させること」を目的とする。プラネタリウムを有する。
例年11月に青少年のための科学の祭典京都大会が開催される。

## 建築概要
- 所在地― 〒612-0031 京都府京都市伏見区深草池ノ内町13番地
- 3階建及び屋外園
- 敷地面積17,408㎡　延床面積9,675㎡

## 所長
- 瀬戸口烈司

## 交通アクセス

### バス
- 京都市営バス「青少年科学センター前」下車、徒歩3分
- 京阪バス 「青少年科学センター」下車、徒歩3分

### 徒歩
- 京阪本線 藤森駅から西へ約400m[3]
- 京都市営地下鉄烏丸線・近鉄京都線 竹田駅から東へ約1km[3]

## 周辺情報
- 西隣には、京エコロジーセンター（京都市環境保全活動センター）が立地する。
- 名神高速道路深草バスストップ

## 京都科学屋台ネットワーク
京都市内のイベントで科学の実験や工作を体験するブースを出展する事業を行う。京都工業会・京都経済同友会・京都発明協会などによる青少年と科学の会、京都市青少年科学センター、京都市科学系博物館等連絡協議会が設立した。
京都市科学系博物館等連絡会
科学系の博物館等により2005年に設立された。2月に科博連サイエンスフェスティバルが開催される。
- 大宮交通公園
- 京都産業大学 神山天文台
- 益富地学会館
- ガーデンミュージアム比叡
- 京都大学総合博物館
- 京都市動物園
- 京都府立植物園
- 鞍馬山霊宝殿
- 総合地球環境学研究所
- 島津製作所創業記念資料館
- 京都鉄道博物館
- 眼科・外科医療歴史博物館
- 京都水族館
- 京都大学 花山天文台
- 嵐山モンキーパークいわたやま
- 桂坂野鳥遊園
- 洛西竹林公園 竹の資料館
- 鉱物と結晶の博物館 高田クリスタルミュージアム
- 月桂冠大倉記念館
- 京セラファインセラミック館
- 京エコロジーセンター
- 京都市青少年科学センター
- 森林総合研究所関西支所
- 京都市南部クリーンセンター さすてな京都
- KTCものづくり技術館